# Дзин Мао
Дзин Мао (кит. 金茂, Jīn Mào) е един от най-високите небостъргачи в Азия. Намира се в квартала Пудун, Шанхай, Китай, и е негова визитна картичка. Височината на Дзин Мао е 420 метра, има 88 етажа. Строителството започва през 1993 и сградата е завършена през 1998.
В по-голямата част от сградата са разположени офиси, а на най-горните етажи е разположен хотел Шанхай Гранд Хаят.
Джин Мао е петият по-височина небостъргач в света и е на първо място в Китай. Разгънатата площ на сградата е 24 000 m², включително и разположената в основата на зданието станция на Шанхайското метро.
Проектирана е от архитектурната фирма от Чикаго „Скидмор, Оуингс и Мерил“ в постмодерна форма, вдъхновенна от традиционната китайска архитектура.